# Phillips (Maine)
Phillips es un municipio situado en el condado de Franklin, Maine, Estados Unidos. Tiene una población estimada, a mediados de 2022, de 926 habitantes.

## Geografía
La localidad está ubicada en las coordenadas 44°50′31″N 70°22′11″O / 44.84194, -70.36972 (44.84184, -70.369652). Según la Oficina del Censo, tiene una superficie total de 132.06 km², de los cuales 131.59 km² corresponden a tierra firme y 0.47 km² están cubiertos de agua.

## Demografía
Según el censo de 2020, en ese momento había 898 personas residiendo en la zona. La densidad de población era de 6.81 hab./km². El 94.10% de los habitantes eran blancos, el 0.22% eran afroamericanos, el 0.11% era amerindio, el 0.33% eran asiáticos, el 1.11% eran de otras razas y el 4.12% eran de una mezcla de razas. Del total de la población, el 1.22% eran hispanos o latinos de cualquier raza.